# Edward Nathan Berra
Edward Nathan Berra (19 luglio 1871 – Cap-d'Ail, 25 settembre 1908) è stato un crickettista e dirigente sportivo inglese.

## Biografia
Nel 1899, fu uno dei fondatori, insieme a Herbert Kilpin e ad Alfred Edwards, e vicepresidente della società calcistica italiana Milan Cricket and Football Club, successivamente diventato Associazione Calcio Milan, nonché capitano della squadra di cricket.
Venne delegato da Alfred Edwards alla piena conduzione societaria visti gli impegni politici e lavorativi del presidente.
Grazie alla propria carica di vice presidente fungeva da direttore tecnico della formazione. Fu un vero sportsman poliedrico, oltre al football era il capitano della Sezione di Cricket di Milano e proprietario di una scuderia. Amava condurre i propri cavalli, una passione che gli costò la vita nel 1908 a Cap-d'Ail in Francia durante un gran premio.
Suo zio, Ernesto Nathan diventò nel 1907 sindaco di Roma e sua sorella, Sarina Nathan Berra (1872-1968), sposò il Conte Iro Bonzi (1866-1938) da cui ebbe Leonardo Bonzi.
Riposa nel cimitero di Gentilino, Canton Ticino.